# Trachéotomie
1 - Cordes vocales

2 - Cartilage thyroïde

3 - Cartilage cricoïde 

4 - Cartilages de la trachée

La trachéotomie est une ouverture pratiquée de manière  chirurgicale dans la trachée haute sous le larynx afin d'assurer une perméabilité permanente des voies aériennes.

## Historique

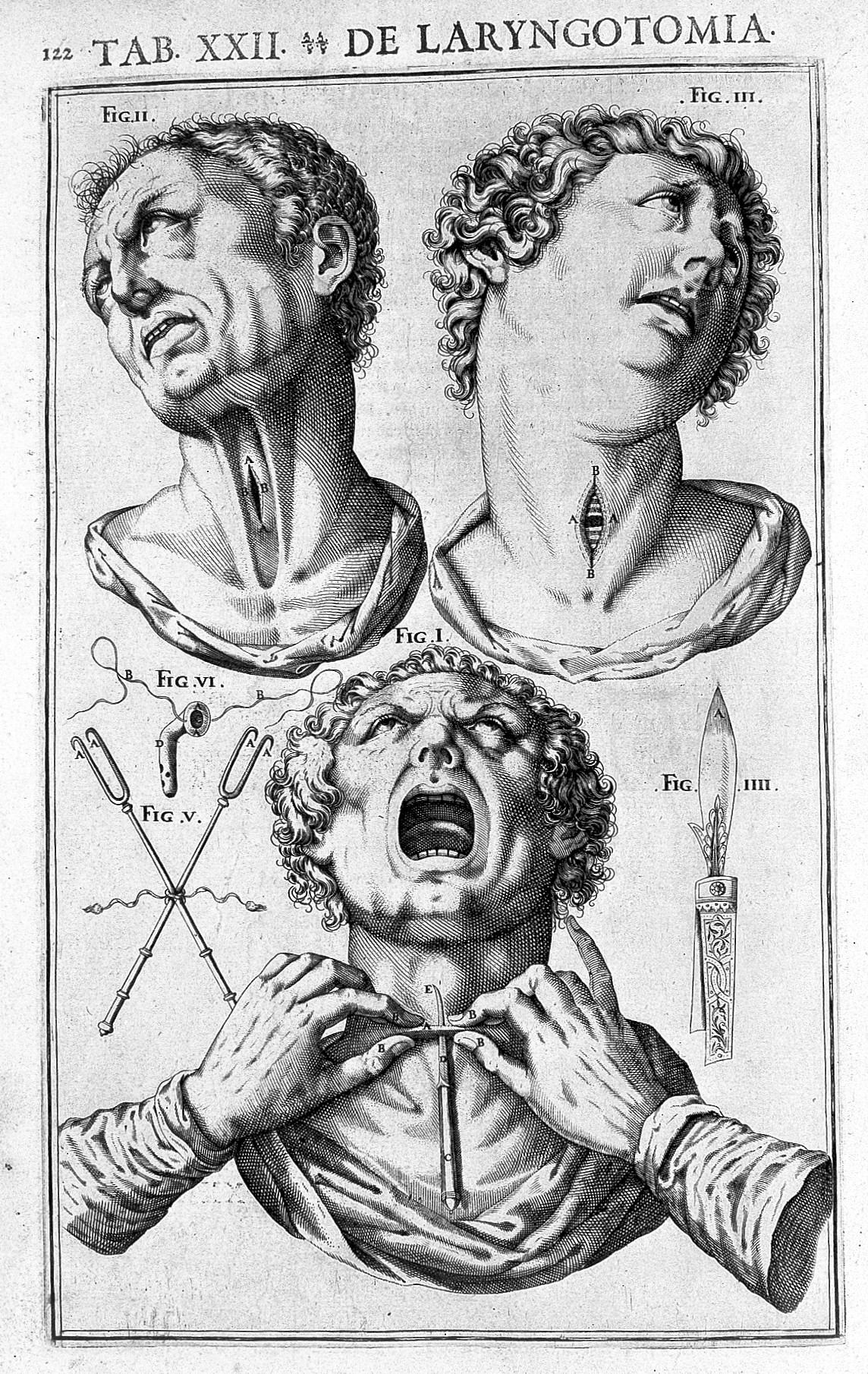
Trachéotomie avant le XXe siècle.

La trachéotomie est une intervention ancienne, décrite par Galien et Arétée dès le IIe siècle. L'intervention était alors considérée comme risquée et déraisonnable. C'est au XIIe siècle que le médecin Avenzoar pratiqua la première trachéotomie recensée dans l'histoire de la médecine, il observa les effets sur une chèvre. En 1546 Antonio Musa Brasavola, un chirurgien italien, réalisa la première trachéotomie européenne réussie authentifiée. À cette époque, la trachéotomie était surtout réalisée dans le cadre du croup, complication fréquente de la diphtérie, où l'inflammation et l’œdème du larynx entraîne son rétrécissement et peut se compliquer d'asphyxie. Ainsi, en 1610, Severino a réalisé des trachéotomies lors  de l'épidémie de diphtérie qui sévit à Naples. Les premières canules ont été développées par Girolamo Fabrizi d'Acquapendente à la fin du XVIe siècle.
Le terme « trachéotomie » a été utilisé pour la première fois par Thomas Fienus en 1649.

## Indications
La trachéotomie est le plus souvent pratiquée pour permettre la ventilation mécanique sur une longue période, ou pour faciliter un arrêt de la ventilation mécanique. Elle peut aussi résulter d'une ablation du larynx, par exemple en cas de cancer du larynx. Lorsque cette ouverture est permanente, on parle de « trachéostomie » ; le trou pratiqué est appelé « trachéostome ».
Elle n'est par contre qu'extrêmement rarement pratiquée en urgence ; lorsque les voies aériennes sont obstruées, on pratique plus fréquemment une cricotomie.

## Techniques

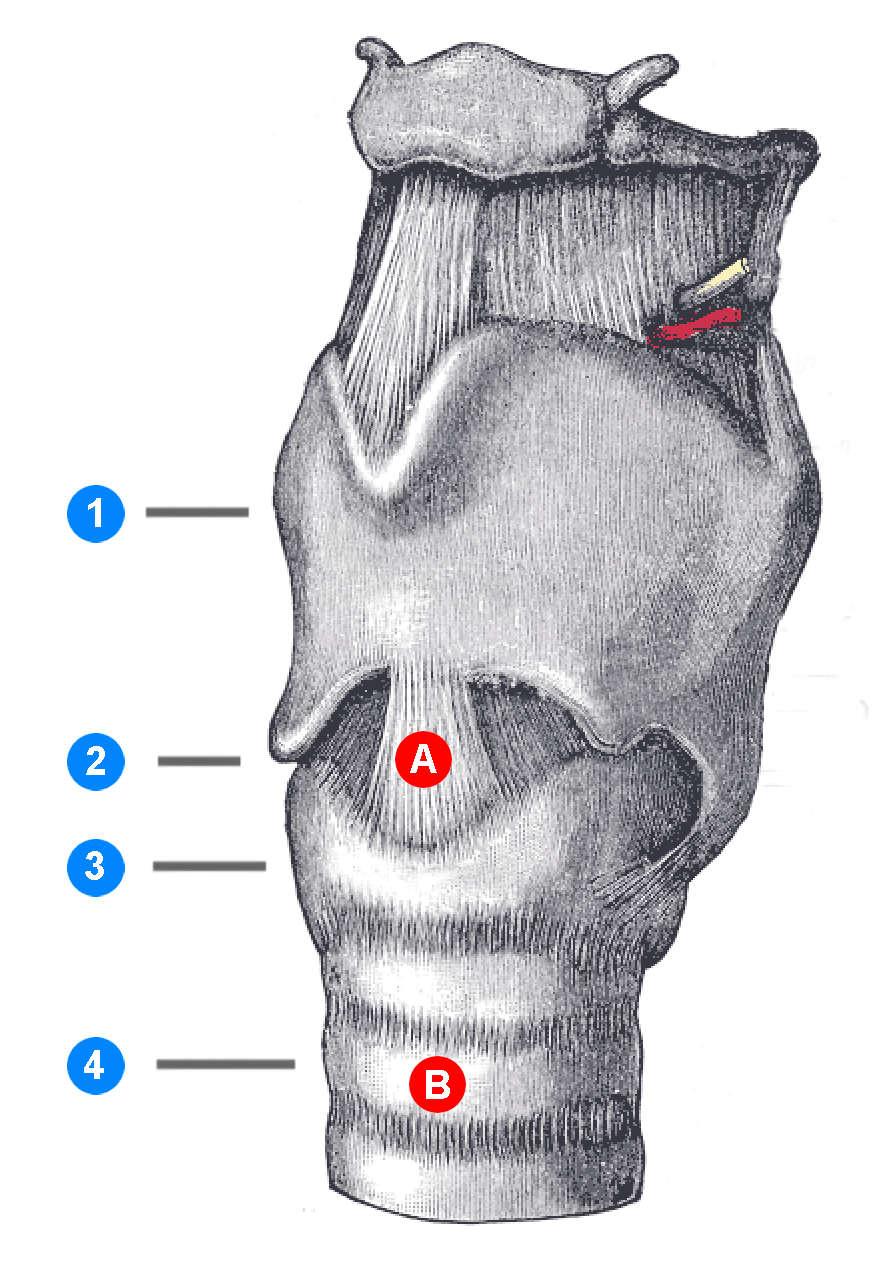
Schéma du larynx. Les numéros correspondent aux structures anatomiques : (1) cartilage thyroïde, (2) ligament cricothyroïde, (3) cartilage cricoïde, (4) trachée. Les lettres correspondent aux régions d'incision des différentes procédures chirurgicales : (A) cricothyrotomie (procédure d'urgence), (B) trachéotomie

Il existe deux grandes techniques de trachéotomie, la technique per-cutanée et la technique chirurgicale. La première comporte moins de risque infectieux que la seconde.
La présence d'un goitre complique aussi cette opération.
L'incision est faite en dessous des cartilages thyroïde et cricoïde. La palpation de la zone permet d'identifier un trajet inhabituel de l'artère innominée ce qui peut rendre le geste plus complexe.

## Complications
Le geste peut être compliqué par une hémorragie. La canule peut se déplacer ou s'obstruer.
Une trachéotomie peut se compliquer d'une sténose trachéale une fois la canule retirée définitivement. La cicatrisation de l'orifice trachéal se fait en effet parfois en rétraction, entraînant une réduction du calibre de la trachée. Cette complication est cependant rare. Exceptionnellement, une fistule trachéo-œsophagienne peut survenir.